# Listă de arahnide din România
Lista arahnidelor din România cuprinde specii de păianjeni, acarieni, opilionide și alte arahnide mai puțin numeroase.

## OrdinulScorpiones

### FamiliaEuscorpiidae
- Euscorpius carpathicus (Linnaeus, 1767)
- Euscorpius italicus (Herbst, 1800) (?)nhgvbj talidosis

## OrdinulPalpigradi

### FamiliaEukoeneniidae
- Eukoenenia
  - Eukoenenia austriaca (Hansen, 1926)
  - Eukoenenia condei (Orghidan, Georgescu & Sârbu, 1982)
  - Eukoenenia margaretae (Orghidan, Georgescu & Sârbu, 1982)
  - Eukoenenia mirabilis (Grassi & Calandruccio, 1885)
  - Eukoenenia subangusta (Silvestri, 1903)